# Lessing (Familie)
Die Familie Lessing hat bedeutende Intellektuelle, Dichter, Künstler und Verleger hervorgebracht.
Der Familienzweig des Heinrich August von Lessing (1761–1851), königlich-sächsischer Generalmajor, wurde am 2. Dezember 1826 in den erblichen Adelstand erhoben.

## Stammliste (Auszug)
1. Theophilus Lessing (1647–1735)
  1. Johann Gottfried Lessing (1693–1770)
    1. Gotthold Ephraim Lessing (1729–1781) ⚭ Eva Hahn (1736–1778)
    2. Johann Gottlieb Lessing (1732–1808) ⚭ Friederike Amalie Hagemann († 1818)
      1. Friedrich Theophilus Lessing (1783–1849)
        1. Friedrich Hermann Lessing (1811–1887), Direktor der Heilanstalt Sonnenstein ⚭ Marie Pauline Ritterstädt (1827–1918), Tochter von Paul August Ritterstädt
        2. Gustav Alexander Lessing (1815–1894)[1]

    3. Karl Gotthelf Lessing (1740–1812) ⚭ Marie Friederike Voß (1752–1828), Tochter von Christian Friedrich Voß
      1. Carl Friedrich Lessing (1778–1848)
        1. Carl Friedrich Lessing (1808–1880) ⚭ Ida Heuser (1817–1880), Enkeltochter von Johann Peter Heuser
          1. Bertha Lessing (1844–1914) ⚭ Karl Koberstein (1836–1899), Schauspieler
          2. Otto Lessing (1846–1912) ⚭ Sigrid Gude (1852–1937), Tochter von Hans Fredrik Gude
          3. Konrad Lessing (1852–1916)
          4. Heinrich Lessing (1856–1930)

        2. Christian Friedrich Lessing (1809–1862)
        3. Carl Gotthold Ludwig (Louis) Lessing (1817–1897) ⚭ Marie von Ammon (* 1833), Tochter von Friedrich Ferdinand von Ammon
          1. Friedrich Lessing (1857–), Generalmajor

        4. Franziska Maria Lessing (1818–1901) ⚭ Emil Ebers (1807–1884)
        5. Carl Robert Lessing (1827–1911) ⚭ Emma von Gelbke (1827–1895)
          1. Gotthold Lessing (1861–1919) ⚭ Anna Zelle (* 1868), Tochter von Robert Zelle

      2. Christian Friedrich Lessing (1780–1850)

  2. Theophilus Lessing (1697–1748)
    1. Johann Theophilus Lessing (1728–1798)
      1. Heinrich August von Lessing (1761–1851)
        1. Wolf August von Lessing (1814–1890)

    2. Johann Gotthold Lessing (1741–1815)
      1. Caroline Friederike Lessing (1769–1824) ⚭ 1791 Johann Friedrich von Zahn (1766–1841)
      2. Johann Gotthold Lessing (1781–1866)
        1. Johann Karl Theodor Lessing (1819–1880)
          1. Albert Theodor Georg Lessing (1864–1939)